# Universidade de Ciências e Tecnologias de Togo
A Universidade de Ciências e Tecnologias de Togo (em francês:  Université des Sciences et Technologies du Togo ou USTTG) é uma universidade togolêsa afiliada o Rede de Universidades de Ciências e Tecnologias da África subsariana.

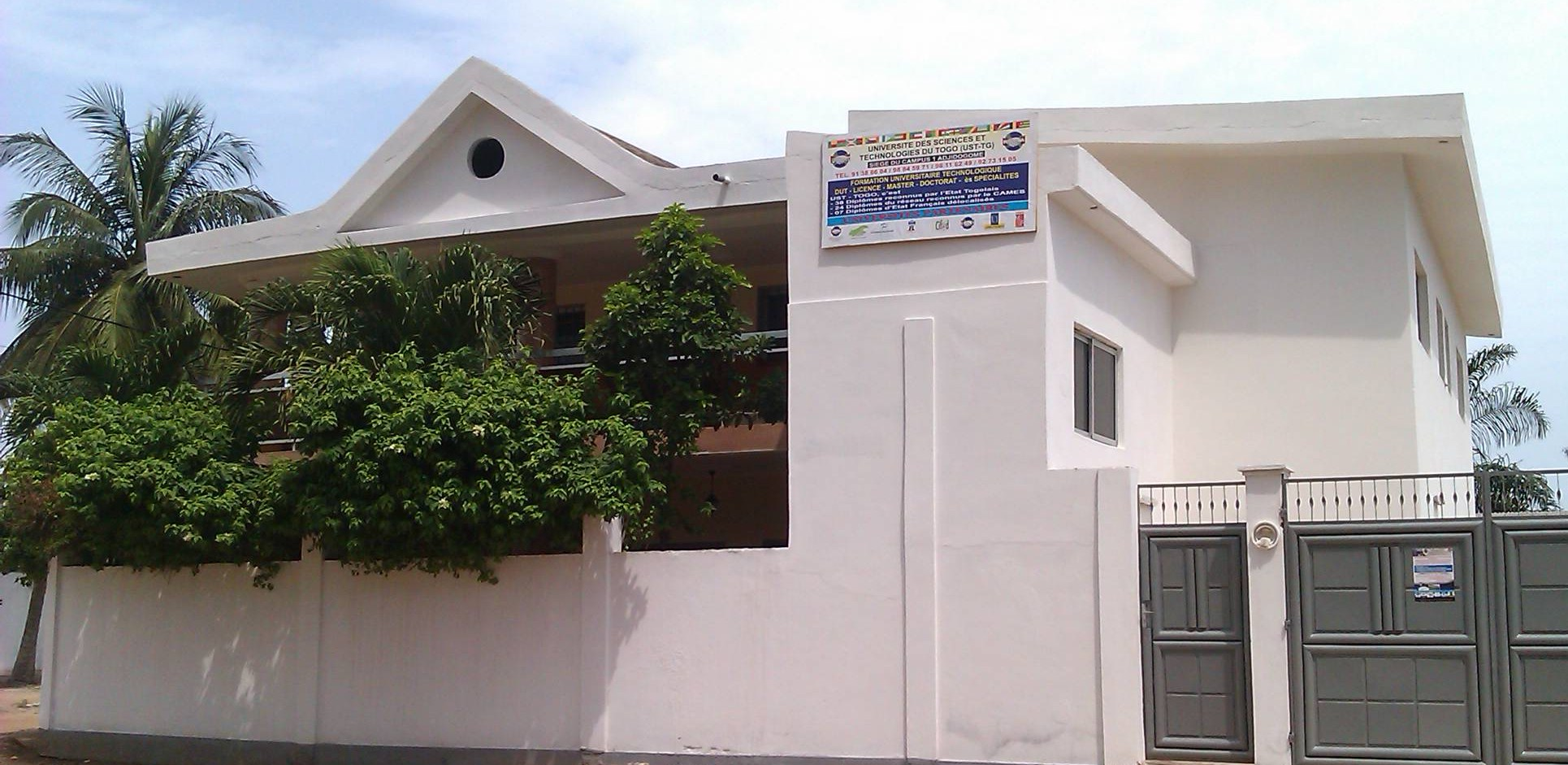
Campus da USTTG em Lomé.